# مستعمرة الهند

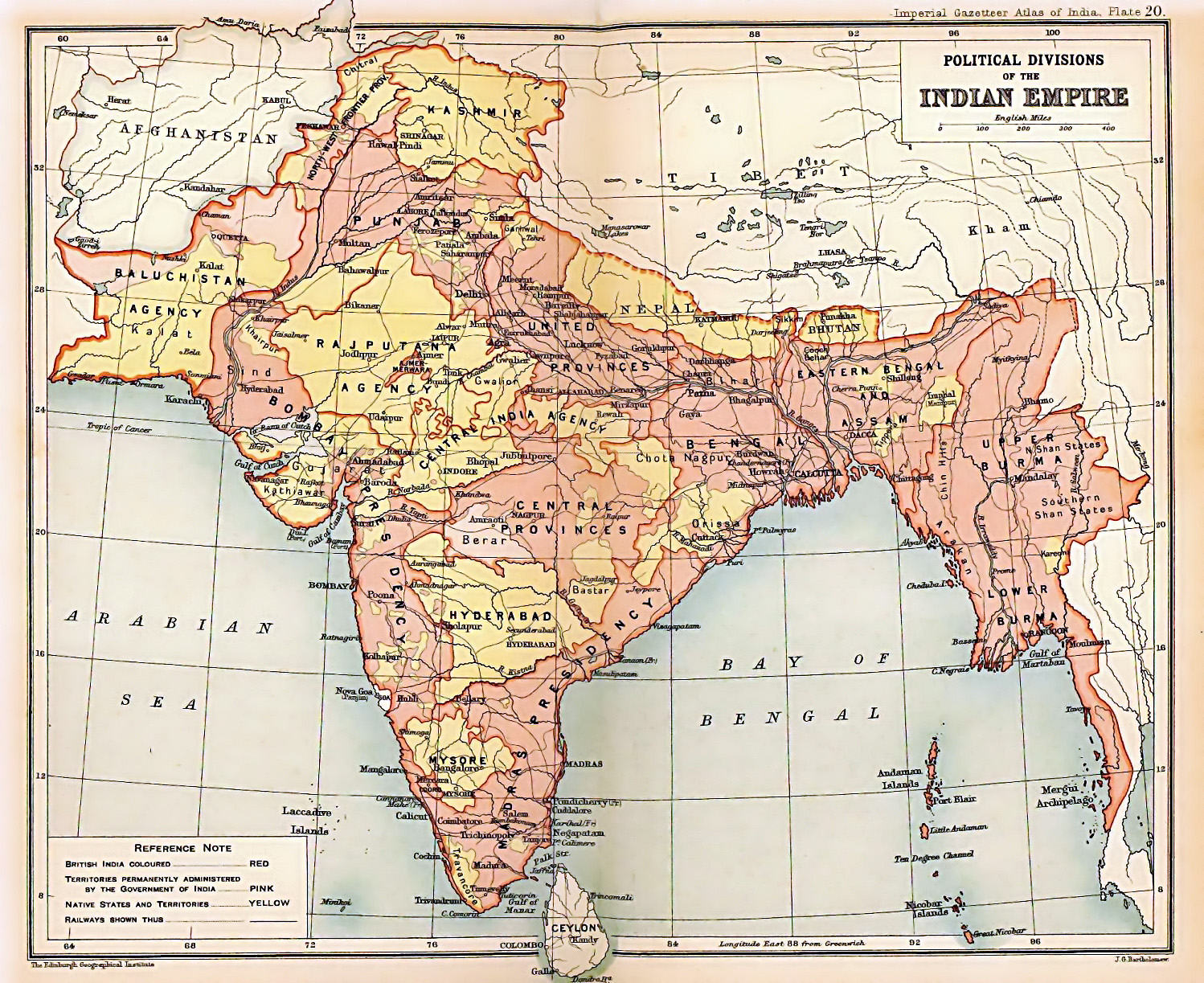
خريطة للإمبراطورية الهندية البريطانية كما ظهرت في دليل الهند الإمبراطوري (1909)

كانت مستعمرة الهند جزءًا من شبه القارة الهندية التي كانت خاضعة لسلطة القوى الاستعمارية الأوروبية خلال عصر الاكتشاف. جرت ممارسة القوة الأوروبية عن طريق الغزو والتجارة على حد سواء، وخاصة في التوابل. أدى البحث عن ثروة وازدهار الهند إلى استعمار الأمريكتين من قبل كريستوفر كولومبوس في عام 1492. وبعد بضع سنوات فقط، قرب نهاية القرن الخامس عشر، أصبح البحار البرتغالي فاسكو دا غاما أول أوروبي يعيد الروابط التجارية المباشرة مع الهند منذ العصر الروماني من خلال كونه أول من وصل من خلال تطويق أفريقيا في حوالي (1497-1499). بعد وصوله إلى كاليكوت، والتي كانت في ذلك الوقت واحدة من الموانئ التجارية الرئيسية في العالم الشرقي، حصل على إذن للتجارة في المدينة من ساموتهيري راجا. وكان القادمون الهولنديون مع قاعدتهم الرئيسية في سيلان. الذين توقف توسعهم في الهند بعد هزيمتهم في معركة كولاشيل خلال حرب ترافانكور الهولندية من قبل مملكة ترافانكور.
جلبت المنافسات التجارية بين القوى الأوروبية البحرية قوى أوروبية أخرى إلى الهند. وفي أوائل القرن السابع عشر، أنشأت كل من الجمهورية الهولندية وإنجلترا وفرنسا والدنمارك والنرويج مراكز تجارية في الهند. مع تفكك الإمبراطورية المغولية في أوائل القرن الثامن عشر، ثم مع ضعف إمبراطورية ماراثا بعد معركة بانيبات الثالثة، كانت العديد من الولايات الهندية الضعيفة وغير المستقرة نسبيًا التي ظهرت من قبل الحكام الهنود التابعين مكشوفةً بشكل متزايد للتلاعب بها من قبل الأوروبيين.
في أواخر القرن الثامن عشر، ناضلت بريطانيا العظمى وفرنسا من أجل الهيمنة جزئيًا من خلال الحكام الهنود بالوكالة وأيضًا عن طريق التدخل العسكري المباشر، حيث كان من المفترض أن تقوم بتهميش النفوذ الفرنسي بهزيمة الحاكم الهندي القوي تيبو سلطان في عام 1799. وأعقب ذلك توسع سريع في القوة البريطانية من خلال الجزء الأكبر من شبه القارة الهندية. وفي أوائل القرن التاسع عشر، وبحلول منتصف القرن، كان البريطانييون قد اكتسبوا بالفعل سيطرة مباشرة أو غير مباشرة على جميع أنحاء الهند تقريبًا. احتوت الهند البريطانية -التي تتألف من الرئاسات والمقاطعات البريطانية ذات الحكم المباشر- على الأجزاء الأكثر اكتظاظًا بالسكان والأجزاء الثمينة من الإمبراطورية البريطانية، وبالتالي أصبحت تعرف باسم «جوهرة التاج البريطاني».
كانت الهند خلال عصرها الاستعماري، عضوًا مؤسسًا في عصبة الأمم، ودولة مشاركة في الألعاب الأولمبية الصيفية في سنوات 1900 و1920 و1928 و1932 و1936، وعضوًا مؤسسًا للأمم المتحدة في سان فرانسيسكو في عام 1945. في عام 1947 حصلت الهند على استقلالها وجرى تقسيمها إلى سيادة الهند وسيادة باكستان، وأُنشئت الأخيرة كوطن لمسلمي الهند الاستعمارية.

## البرتغالية
بعد فترة طويلة من تراجع التجارة البحرية للإمبراطورية الرومانية مع الهند، كان البرتغاليون الأوروبيين المقبلين الذين أبحروا إلى هناك لغرض التجارة، حيث وصلوا أولًا عن طريق السفن في مايو 1498، أدى إغلاق الطرق التجارية التقليدية في غرب آسيا من قبل الإمبراطورية العثمانية والتنافس مع الدول الإيطالية إلى جعل البرتغال تبحث عن طريق بحري بديل إلى الهند. كانت أول رحلة ناجحة إلى الهند من قبل فاسكو دا غاما في عام 1498، عندما وصل بعد الإبحار حول رأس الرجاء الصالح إلى كاليكوت، في ولاية كيرالا، حصل من ساموتهيري راجح على إذن بالتجارة في المدينة، وجرى استقبال الملاح بضيافة تقليدية، لكن المقابلة مع السامريون فشلت في التوصل إلى نتائج حاسمة، وقد طلب فاسكو دا غاما الإذن بترك عامل مسؤول عن البضائع التي لم يستطع بيعها، لكن رُفض طلبه، وأصر الملك على وجوب دفع جاما للرسوم الجمركية مثل أي تاجر آخر، ما أدى إلى توتر علاقتهما.
على الرغم من أن الوجود البرتغالي في الهند بدأ في عام 1498، الا أن حكمها الاستعماري استمر من عام 1505 حتى عام 1961. أنشأت الإمبراطورية البرتغالية أول مركز تجاري أوروبي في كولام، كيرالا. في عام 1505، عيّن الملك مانويل الأول ملك البرتغال دوم فرانسيسكو دي ألميدا كأول نائب برتغالي في الهند، تلاه في عام 1509 دوم أفونسو دي ألبوكيركي. وفي عام 1510، غزا ألبوكيركي مدينة غوا، التي كان يسيطر عليها المسلمون. وافتتح سياسة الزواج بين الجنود والبحارة البرتغاليين والفتيات الهنديات المحليات، وكانت نتيجتها حدوث خلل كبير في غوا وغيرها من الأراضي البرتغالية في آسيا. ومن السمات الأخرى للوجود البرتغالي في الهند كانت إرادتها في التبشير والترويج للكاثوليكية. لعب اليسوعيون دوراً أساسياً في هذا الشأن، وحتى يومنا هذا يحظى المبشر اليسوعي القديس فرنسيس كزافييه بالتبجيل بين كاثوليك الهند.
في أوائل القرن السادس عشر، أنشأ البرتغاليون سلسلة من البؤر الاستيطانية على طول الساحل الغربي للهند وعلى جزيرة سيلان. حيث بنوا مركز سانت إنجيلو في كانور شمال مليبار لحراسة ممتلكاتهم. كانت غوا مقر نائب الملك ومكسبهم الثمين في البرتغال. شملت المقاطعة الشمالية في البرتغال مستوطنات في دامان، ديو، تشول، باجيم، سالسيت ومومباي، أما بقية المقاطعة الشمالية باستثناء دامان وديو، فقد خسرتها إمبراطورية ماراثا في أوائل القرن الثامن عشر.
في عام 1661، كانت البرتغال في حرب مع إسبانيا واحتاجت إلى مساعدة من إنجلترا ما أدى إلى زواج الأميرة البرتغالية كاترين من تشارلز الثاني ملك إنجلترا، الذي فرض مهرًا شمل المناطق المنعزلة والأقل سكانًا في جنوب بومباي في حين تمكن البرتغاليون من الاحتفاظ بجميع الأراضي الرئيسية في شمال باندرا حتى تانا وباسين. وكان هذا بداية الوجود الإنجليزي في الهند.

## الهولندية
أنشأت شركة الهند الشرقية الهولندية مراكز تجارية في أجزاء مختلفة على طول الساحل الهندي، إذ سيطرت لبعض الوقت على الساحل الجنوبي الغربي لساحل مليبار (بايبورام، كوشين، كوشين دي بايكوسو/ سانتا كروز، كويلون (كويلان)، كانانواري، كوندابورا، كايامكولام، بوناني) وساحل كورومانديل الجنوبي الشرقي (غولكوندا، بهيمو نيباتنام، بوليكات، بارانجيببيتاتي، نيغاباتنام) وسورات (1616-1795). وغزوا سيلان التي كانت تحت يد البرتغاليين. أنشأ الهولنديون أيضًا محطات تجارية في ترافانكور وتاميل ناداوس الساحلية وكذلك في راجشاهي في بنغلادش الحالية وهاقلي شينسورا، ومرشد أباد في غرب البنغال الحالية، وبالاسور (بالشوار أو بيلاسور) في أوديشا، وإيفا، واراكان، وسريام في ميانمار (بورما) الحالية. ومع ذلك، توقف توسعهم في الهند، بعد هزيمتهم في معركة كولاشيل من قبل مملكة ترافانكور خلال حرب ترافانكور الهولندية. لم يتعافَ الهولنديون أبدًا من الهزيمة ولم يعودوا يشكلون تهديدًا استعماريًا كبيرًا للهند.
في أعقاب الحروب النابليونية، فقدوا سيلان في مؤتمر فيينا. فبعد أن سقط الهولنديون خاضعين لفرنسا، شهدت مستعمراتهم مداهمات من قبل بريطانيا، وأصبح الهولنديون فيما بعد أقل انخراطًا في الهند، وكانت لديهم جزر الهند الشرقية الهولندية (إندونيسيا الآن).

## الهند البريطانية

### التنافس مع هولندا
في نهاية القرن السادس عشر، بدأت إنجلترا وهولندا المتحدة في تحدي احتكار البرتغال للتجارة مع آسيا، وشكلت شركات مساهمة خاصة تمويل الرحلات مثل: شركة الهند الشرقية الإنجليزية (البريطانية في وقت لاحق)، وشركة الهند الشرقية الهولندية، التي تم تأجيرها على التوالي في عامي 1600 و1602. وكان القصد من هذه الشركات مواصلة تجارة التوابل المربحة، وتركيز الجهود على مجالات الإنتاج والأرخبيل الإندونيسي وخاصة «جزر التوابل» وعلى الهند بوصفها سوقًا مهمًا للتجارة. أدى القرب الشديد من لندن وأمستردام عبر بحر الشمال، والتنافس الشديد بين إنجلترا وهولندا، إلى صراع حتمي بين الشركتين. بعد انسحاب الإنجليز عام 1622 واكتساب الهولنديين اليد العليا في جزر الملوك (معقل البرتغال سابقًا)، تمتع الإنجليز بمزيد من النجاح في الهند، في سورات، بعد تأسيس المصنع عام 1613.
ترك النظام المالي الهولندي الأكثر تطورًا والحروب الإنجليزية الهولندية الثلاث في القرن السابع عشر الهولنديين كقوة بحرية وتجارية مهيمنة في آسيا، حيث توقفت الأعمال العدائية بعد الثورة المجيدة في عام 1688، عندما اعتلى الأمير الهولندي ويليام أورانج العرش الإنجليزي، وجلب السلام بين هولندا وإنجلترا. ونقل الاتفاق بين البلدين تجارة التوابل الأكثر قيمة من الأرخبيل الإندونيسي إلى هولندا وصناعة المنسوجات في الهند إلى إنجلترا، ولكن المنسوجات تجاوزت التوابل من حيث الربحية، لذا بحلول عام 1720، ومن حيث المبيعات، تجاوزت الشركة الإنجليزية نظيرتها الهولندية. وحولت شركة الهند الشرقية تركيزها من سورات -والتي تُعد مركزًا لشبكة تجارة التوابل- إلى فورت سانت جورج.

## الفرنسية
بعد البرتغالية والإنجليزية والهولندية، أنشأ الفرنسيون أيضًا قواعد تجارية في الهند. كانت أول مؤسسة لهم في بونديشيري على ساحل كورومانديل في جنوب شرق الهند في عام 1674، كانت المستوطنات الفرنسية اللاحقة هي شانديراغور في البنغال، شمال شرق الهند في عام 1688، ويالام في أندرا براديش في عام 1723، وماهي في عام 1725، وكارايكال في عام 1739. كان الفرنسيون في نزاع باستمرار مع الهولنديين وبعد ذلك مع البريطانيين في الهند في الدرجة الأولى. في أوج القوة الفرنسية في منتصف القرن الثامن عشر، احتل الفرنسيون مساحات شاسعة من جنوب الهند والمنطقة الواقعة في شمال ولاية أندرا براديش وأوديشا. بين عامي 1744 و1716، قام البريطانيون والفرنسيون مرارًا وتكرارًا بمهاجمة وغزو حصون وبلدات بعضهم البعض في جنوب شرق الهند وفي الشمال الشرقي من البنغال. بعد بعض النجاحات الفرنسية الأولية، هزم البريطانيون الفرنسيين بشكل حاسم في البنغال في معركة بلاسي عام 1757، وفي الجنوب الشرقي عام 1761 في معركة وانديواش، وبعد ذلك كانت شركة الهند الشرقية البريطانية هي القوة العسكرية والسياسية العليا في جنوب الهند وكذلك في البنغال. وفي العقود التالية، زاد تدريجيًا حجم الأراضي الخاضعة لسيطرتها. وأُعيدت مقاطعة بونديشيري وكارايكال ويالام وماهي وشاندرناغور إلى فرنسا في عام 1816، واتحدت مع جمهورية الهند في عام 1954.

## الدنماركية النرويجية
احتفظت الدنمارك-النرويج بممتلكات استعمارية في الهند لأكثر من 200 عام، ولكن الوجود الدنماركي في الهند لم يكن ذا أهمية كبيرة للقوى الأوروبية الكبرى لأنه لم يشكل تهديدًا عسكريًا أو تجاريًا. أنشأت الدنمارك-النرويج مراكز تجارية في ترانكيبار وتاميل نادو في عام (1620) وسرامبوري والبنغال الغربية (1755) وكاليكوت وكيرالا (1752) وجزر نيكوبار (1750). استوردت الشركات الدنماركية والسويدية الرئيسية شرق آسيا في وقت واحد المزيد من الشاي إلى أوروبا أكثر مما استورده البريطانيون. فقدت مواقعهم المتقدمة الأهمية الاقتصادية والاستراتيجية، وجرى بيع ترانكيبار، وهو آخر موقع دانو-نرويجي للبريطانيين في السادس عشر من تشرين الأول في عام 1868.

## قوى خارجية أخرى
منح البابا ألكسندر السادس حقوقًا إقليمية للهند في 25 أيلول عام 1493 من قبل دودوم سيكديم قبل أن تُزال هذه الحقوق بموجب معاهدة تورديسيلاس بعد أقل من عام واحد. احتلت إمبراطورية اليابان جزر أندان ونيبار لفترة وجيزة خلال الحرب العالمية الثانية. امتلكت شركة الهند الشرقية السويدية لفترة وجيزة مصنعًا في بارانجيبيتاي.